# Majiaba (sockenhuvudort i Kina, Sichuan Sheng, lat 32,80, long 106,00)
Majiaba (kinesiska: 马家坝) är en sockenhuvudort i Kina. Den ligger i provinsen Sichuan, i den sydvästra delen av landet, omkring 300 kilometer nordost om provinshuvudstaden Chengdu. Antalet invånare är 3 342. Befolkningen består av 1 654 kvinnor och 1 688 män. Barn under 15 år utgör 15,0 %, vuxna 15-64 år 69 %, och äldre över 65 år 14,0 %.
Runt Majiaba är det ganska tätbefolkat, med 185 invånare per kvadratkilometer. Närmaste större samhälle är Yanzibian, 13,0 km nordväst om Majiaba. I omgivningarna runt Majiaba växer i huvudsak blandskog.
Genomsnittlig årsnederbörd är 1 170 millimeter. Den regnigaste månaden är juli, med i genomsnitt 268 mm nederbörd, och den torraste är december, med 2 mm nederbörd.